# Estadio Jorge Luis Hirschi

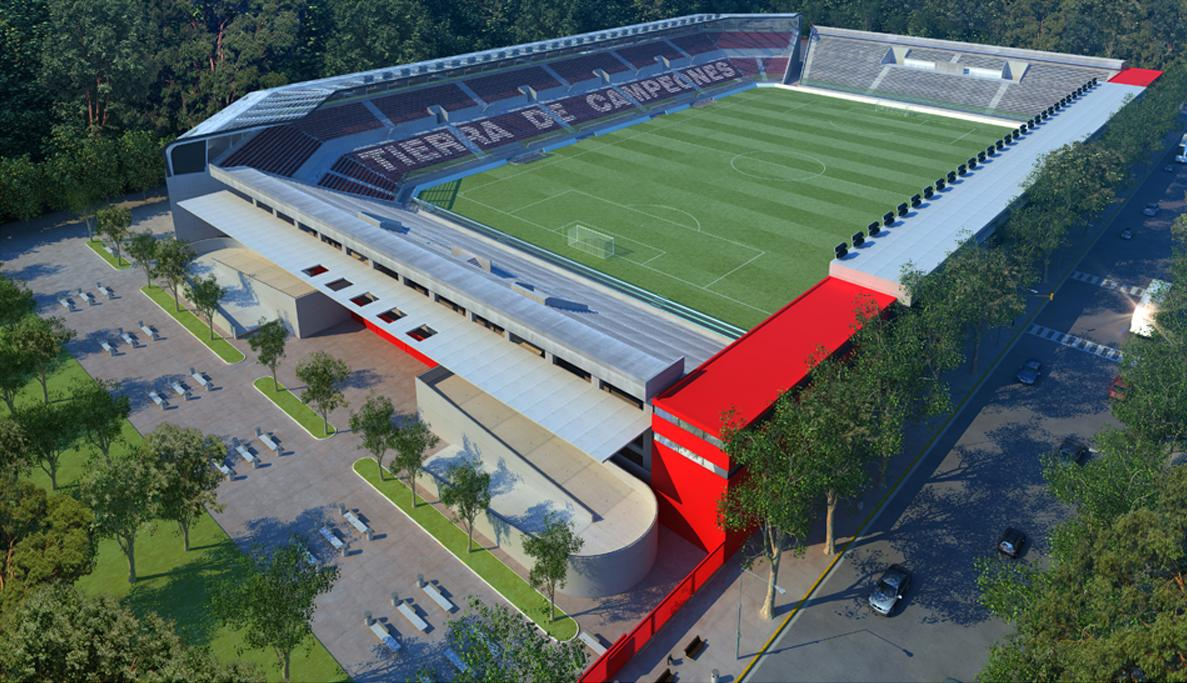
Estadio Jorge Luis Hirschi

Estadio Jorge Luis Hirschi is een multi-functioneel sportstadion in La Plata, Argentinië. Het stadion heeft een capaciteit van 23.000 zitjes. Het werd gebouwd in 1907. Het is de thuishaven van voetbalclub Estudiantes. 